# Mesoleius lautaretor
Mesoleius lautaretor là một loài tò vò trong họ Ichneumonidae.